# Ricardo M. Espiell
Ricardo María Espiell fue un abogado y político peruano. 
Nació en Lima y vivió en la zona de "abajo el puente" (actual distrito del Rímac). Participó en el Combate del 2 de Mayo y fue fundador de la Compañía Nacional de Bomberos. Durante la guerra entre Perú y Chile fue parte de la tripulación de la corbeta Unión. Miembro y operador del Partido Civil trabajó al lado de los presidentes Manuel Pardo (1872-1876) y Francisco García Calderón (1881). Fue Manuel Pardo quien alentó sus estudios de derecho en la Universidad Nacional Mayor de San Marcos. Fue colaborador del diario El Comercio.
Luego de la Guerra del Pacífico y, a pesar de la ocupación chilena en gran parte del departamento, ejerció el cargo de senador por el departamento de Tacna en 1886 y por el departamento de Puno en 1887 hasta su fallecimiento
Murió de neumonía a la edad de 44 años, el 8 de agosto de 1887 y fue enterrado en el Cementerio Presbítero Maestro.